# Philo Bompoko
Philomène Bompoko Lomboto, detta Philo (Léopoldville, 3 marzo 1961 – Liegi, 25 dicembre 2015), è stata una cestista della Repubblica Democratica del Congo.

## Carriera
Con lo Zaire ha disputato due edizioni dei Campionati mondiali (1983, 1990) e due dei Campionati africani (1983, 1994).